# Druivenkoers 1976
La Druivenkoers 1976, sedicesima edizione della corsa, si svolse il 25 agosto 1976 su un percorso di 154 km, con partenza e arrivo a Overijse. Fu vinta dal belga Joseph Bruyere della Molteni-Campagnolo davanti ai suoi connazionali Victor Van Schil e Ludo Van Staeyen.

## Ordine d'arrivo (Top 10)
| Pos. | Corridore        | Squadra            | Tempo    |
| ---- | ---------------- | ------------------ | -------- |
| 1    | Joseph Bruyere   | Molteni-Campagnolo | 3h23'00" |
| 2    | Victor Van Schil | Molteni-Campagnolo |          |
| 3    | Ludo Van Staeyen | Maes Pils-Rokado   |          |